# 井上纯一
井上纯一（日语：／ Inoue Junichi，1971年12月26日—），日本男子速度滑冰运动员。他曾代表日本参加1992年和1994年冬季奥林匹克运动会速度滑冰比赛，其中1992年冬季奥运会获得一枚铜牌。